# ドンカスター競馬場
ドンカスター競馬場（ドンカスターけいばじょう、英: Doncaster Race Course）はイギリスのサウス・ヨークシャー州、ドンカスターにある競馬場である。世界最古の競走であるドンカスターカップ、世界最古のクラシック競走であるセントレジャーステークスが行われる競馬場として知られる。
なお、姉妹競馬場である京都競馬場では条件特別競走のドンカスターカップが交換競走として行われている。

## 歴史
ドンカスターの街は古くから競馬に熱心であるとされており、1595年の地図では野原で走ることが多かった時代には珍しく、街のすぐ脇にはっきりと区画された競馬場が存在し、17世紀ごろには盛んにレースが行われていた記録もある。
- 1595年 - 当地で初めて競走が行われたとの記録がある。
- 1766年 - 第1回ドンカスターカップが行われる。
- 1776年 - 第1回セントレジャーステークスが行われる。

## コース
全体がセイヨウナシのような左回りの芝コース。コースはほぼ平坦で1周は約15.5ハロンで直線は5ハロンと広大なコースが特徴。平地競走用のコースの内側には障害競走用のコースがある。

## 主要競走
- フューチュリティトロフィー
- セントレジャーステークス
- ドンカスターカップ